# Алессандро Ґваньїні
Алесса́ндро Ґваньї́ні де Ріццоні (італ. Alessandro Guagnini dei Rizzoni, пол. Aleksander Gwagnin; 1534/1538 — 1614, Краків) — військовий діяч Речі Посполитої, офіцер, письменник, історик. Представник італійського шляхетського роду Ріццоні. Народився у Вероні, Італія. Провів своє життя у Литві й Польщі. Брав участь найманцем у Лівонської війни на боці Речі Посполитої проти Московії. Служив ротмістром, 18 років був одним із командирів гарнізону Вітебська, Литва. 1569 року висвячений у лицарі. 17 липня 1571 року отримав індигенат і власний герб. Филипівський староста (з 1574). Член польських посольств до Венеції і Риму (1578). Граф Латеранського палацу (з 1578). Решту життя прожив у Кракові, Польща. Автор «Опису Сарматії Європейської» (Краків, 1578), присвяченого історії Речі Посполитої та сусідніх держав. Помер на 76 році у Кракові. Також — Олександр Гваньїні.

## Біографія
Аллесандро Ґваньїні народився 1534 або 1538 року у Вероні, в Північній Італії, складовій Венеціанської республіки. Він був онуком Амброджо Ґваньїні де Ріццоні (1481 — після 1529), що мав 6 дітей, і сином Амброджо Гваньїні де Ріццоні (1503 — після 1573), старшого сина Ґваньїні де Ріццоні, та Бартоломеї (1505 — ?). Хлопець мав двох сестер — Франческу (1532/1536 — ?) і Клару (1538/1542 — ?).
В юності Алессандро опанував латину, військову топографію, інженерну та військову справи.
1555 року, через нестатки, Амброджо Ґваньїні виїхав із Італії до Польщі, де правив король Сигізмунд ІІ Август та його дружина-італійка Бона Сфорца. 1557 року за батьком послідував і сам Аллесандро. Його шлях пролягав через Галичину.
Напередодні Лівонської війни (1558–1583) батько і син Ґваньїні намагалися вступити до польського королівського війська, користуючись патронатом великого коронного гетьмана і руського воєводи Миколая Сенявського. 25 лютого 1561 року у своєму листі до короля Сигізмунда ІІ він рекомендував їх для служби як спеціалістів з фортифікації. Невдовзі обох взяли до війська: Амброджо розпочав служити у столиці Кракові, а згодом воював на півночі проти Москви. Алессандро ж взяв участь у вигнанні московитів із Тартуса в Естонії (1561), захопленні московських Великих Лук і литовського Полоцька, боях під Озерищем (1564), Невлем (1565), Веліжем (1567), Улою (1568); під Улою він потрапив до короткочасного московського полону, але був визволений. На війні Алессандро познайомився із багатьма діячами, що згодом виступали його покровителями: магнатами Григорієм, Яном-Каролем, Олександром і Єронімом Ходкевичами, Миколаєм Зебжидовським, Миколаєм-Криштофом Радзивілом (Сиріткою), Сигізмудом Мишковським, Миколаєм Вольським з Підгаєць, Левом Сапігою, Кшиштофом Дорогостайським, Станіславом Ціковськими та представниками іноземних країн.
В чині ротмістра піхоти Алессандро також брав участь у поході до Молдавії 1562 року під проводом серадзького воєводи і магната Альбрехта Ласького, що прагнув поставити молдавським господарем Геракліда. Під час походу він перебував на Буковині й бачив місце битви біля Козмінського лісу, де 1494 року молдавани вщент розгромили поляків.
Протягом 18 років Алессандро і його батько були одними із 4-х ротмістрів, що командували гарнізоном Вітебська у Великому князівстві Литовському поруч із московським кордоном.
1569 року Алессандро був свідком Люблінського сейму про утворення Речі Посполитої в складі Польщі й Литви. На цьому сеймі його було посвячено в лицарі на прохання бранденбурзького маркграфа Йоахима ІІ. Алессандро також отримав диплом про шляхетство від імператора Священної Римської імперії. Того ж року він був присутній на церемонії складання прусським герцогом Альбрехтом-Фрідріхом присяги на вірність польському королю Сигізмунду ІІ Августу.
16 липня 1571 року, універсалом короля Стефана Баторія, Алессандро отримав індигенат і власний герб «Гвагнін» (Gwagnin) із зображенням їжака, що вказував на прізвище діда («Ріццоні» походить від riccio — «їжак»).
1574 року Алессандро отримав від короля Филипівське староство на кордоні Пруссії й Литви. Але через неуспішне господарювання і борги він був змушений покинути уряд й повернутися на військову службу. 1577 року Алессандро брав участь у поході короля Стефана Баторія на бунтівний Гданськ, після якого він зміг поліпшити свої фінанси.
1578 року Алессандро був послом польського короля до венеціанських дожів Ніколо да Понте й Себастьяно Веньєра, а також, ймовірно, був серед посольства Павла Уханського до Папи Римського Григорія XIII. У Римі він отримав титул графа Латеранського палацу; а від дожів дістав кредит на спорядження двох кораблів для поставок збіжжя, сала й лісу з Гданська до Верони і Венеції. Того ж року Алессандро видав у типографії Мацея Вежбенти в Кракові свою основну працю — латиномовний «Опис Сарматії Європейської». Твір містив 203 аркуші і складався з 7 книг.
1579 року Мацей Стрийковський, колишній підлеглий Алессандро по службі у Вітебську, звинуватив його у плагіаті свого рукопису. 14 липня 1580 року королівський суд визнав правоту Стрийковського. Втім скандал завершився швидко і не позначився на статусі італійця.
Алессандро вручив видання «Опису», надруковане в Шпаєрі, королю Стефану Баторію на московському кордоні, під час походу на Великі Луки.